# جيمس كومبتون
جيمس كومبتون (بالإنجليزية: James Compton)‏ هو ملحن بريطاني، ولد في 1 ديسمبر 1959.